# Vacusus confinis
Vacusus confinis är en skalbaggsart som först beskrevs av Leconte 1851.  Vacusus confinis ingår i släktet Vacusus och familjen kvickbaggar. Inga underarter finns listade i Catalogue of Life.